# Кабаєв Марат Вазихович
Марат Вазихович Кабаєв (тат. Marat Wazíx uğlı Qabayev, Марат Вазыйх улы Кабаев; нар. 27 травня 1961, Узун, Узунський район, Сурхандар'їнська область, Узбецька РСР) — радянський та узбецький футболіст. Майстер спорту СРСР. До 11 травня 2016 року був президентом Асоціації підприємців-мусульман Російської Федерації. З лютого 2017 року очолює створену ним Міжнародну асоціацію ісламського бізнесу.

## Клубна кар'єра
Народився в татарській родині в смт Узун, Узунський район, у Сурхандар'їнській області, Узбецької РСР, куди батьки Марата Кабаєва перебралися з Татарської АРСР. Його батько Вазих Кабаєв свого часу був головою республіканської федерації Узбецької РСР з національної боротьби куреш. Однак сам Марат з дитинства захоплювався футболом і баскетболом. Перший тренер — Володимир Матвєєв.
Кабаєв вже в 15 років грав і тренувався у товаристві «Трудові резерви» м. Москва і Московська область (1976—1979). У 1979 році розпочав виступати за термезький «Автомобіліст». У 1980 році запрошений у «Пахтакор». Перший матч за «Пахтакор» провів 28 вересня (днем раніше він виступав за «дубль» і забив м'яч) у Ташкенті з львівськими «Карпатами». Першим голом відзначився у домашньому матчі в ворота сімферопольської «Таврії» (гол виявився переможним). Кабаєв грав на позиції півзахисник атакувального плану, проте забивними якостями не відрізнявся.
У 1981 році брав участь за молодіжну збірну СРСР на міжнародному турнірі місті Тулон (Франція). Залучався до матчів за олімпійську збірну СРСР в 1983 році.
У 1986 році грав за клуб першої ліги СКА (Ростов-на-Дону). У 1987 році повернувся в «Пахтакор» й відразу ж став найкращим бомбардиром команди. У 1989 році прийняв запрошення Євгена Кучеревського перейти в дніпропетровський «Дніпро». Однак незабаром на одному з тренувань отримав травму й змушений був деякий час витратити на лікування. Одужавши, взяв участь в календарній грі проти «Металіста», де в одному з єдиноборств отримав травму гомілкостопу. Кабаєв вибув на два місяці і в підсумку попросив Кучеревського відпустити його у «Пахтакор».
У тому ж 1989 році повернувся в «Пахтакор», де провів два сезони, допоміг команді вийти у вищу лігу. У 1990 році виїхав до Ізраїлю. У першій же грі забив м'яч, але через рецидив травми контракт підписати не вдалося.
У 1991 році грав у команді 2-ї ліги «Умід». У тому ж т1991 році перейшов у клуб «Трактор» (Павлодар). Спочатку грав у 2-й лізі, а після розпаду СРСР — у чемпіонаті Казахстану. Був капітаном команди, в 1993 році став чемпіоном Казахстану, також завоював срібні та бронзові медалі чемпіонату. Грав в Узбекистані — в «Навбахорі» (бронзовий призер чемпіонату в 1995 році) і в «Динамо» (Самарканд). Кар'єру гравця завершив у 1998 році.

## Кар'єра тренера
По завершенні кар'єри — на тренерській роботі. У 2000-2004, 2005-2008 роках — тренер Республіканської школи вищої спортивної майстерності футболу в Ташкенті. У 2004-2005 роках — старший тренер ФК «Трактор» (Ташкент), а в 2008—2009 роках — головний тренер дубля ФК АГМК (Алмалик).
З 2009 року — головний тренер юнацької збірної Узбекистану (U-18). У січні 2010 року команда взяла приз «Відкриття турніру» на Меморіалі Гранаткіна. З початку сезону 2011 року — головний тренер заравшанского «Кизилкума». Однак уже в травні, після гри 8-го туру проти «Бунедкора», програного з рахунком 1:4, пішов з команди за власним бажанням. У серпні 2011 року прийняв запрошення очолити селекційну службу «Пахтакора».
У 2011 році переїхав на постійне місце проживання в Казань. З 2012 року — старший тренер-селекціонер ФК «Рубін» (Казань).

## Досягнення
«Дніпро» (Дніпропетровськ)
- Вища ліга чемпіонату СРСР
  -  Срібний призер (1): 1989

«Пахтакор» (Ташкент)
- Перша ліга чемпіонату СРСР
  -  Срібний призер (1): 1990

«Навбахор»
- Кубок Узбекистану
  -  Володар (1): 1995

## Особисте життя
Дружина Любов Михайлівна, баскетболістка, на даний час — розлучені. Має двох доньок, Аліну та Лейсан.

## Громадська діяльність
У листопаді 2014 го за поданням Муфтія, Голови Духовного управління мусульман Республіки Татарстан Каміля хазрат Самігуллін був обраний Президентом Асоціації підприємців-мусульман Російської Федерації.
26 червня 2015 року під керівництвом Асоціація підприємців-мусульман РФ спільно з духовним управлінням мусульман Республіки Татарстан організувала іфтар на стадіоні «Казань-Арена», який відвідало понад 5 тисяч осіб, включаючи Державного Радника Республіки Татарстан Мінтімера Шаймієва і тимчасового в.о. Президента Республіки Татарстан Рустама Мінніханова. Аналогів даному іфтар за масштабністю немає ні в одному регіоні Росії. У травні 2016 року склав з себе повноваження Президента Асоціації підприємців-мусульман Російської Федерації за особистими обставинами.
З 2016 року займався створенням Міжнародної асоціації ісламського бізнесу (МАІБ), відкриття якої відбулося 16 лютого 2017 року Москві. На заході був підписаний меморандум про співпрацю між МАІБ і Ісламським банком розвитку (Саудівська Аравія). Кабаєв був обраний президентом асоціації.